# Nassarius quadrasi
Nassarius quadrasi is een slakkensoort uit de familie van de Nassariidae. De wetenschappelijke naam van de soort is voor het eerst geldig gepubliceerd in 1904 door Hidalgo.